# Лаврентьев, Михаил Михайлович (старший)
Михаи́л Миха́йлович Лавре́нтьев (21 июля 1932, Москва — 16 июля 2010, Новосибирск) — российский математик, академик Российской академии наук, специалист в области математической физики, доктор физико-математических наук, профессор. Лауреат Ленинской премии.

## Биография
Михаил Михайлович Лаврентьев родился 21 июля 1932 года в Москве. Сын академика М. А. Лаврентьева.
В 1955 году Лаврентьев окончил механико-математический факультет Московского государственного университета имени М. В. Ломоносова. В 1955—1957 годах продолжил обучение в аспирантуре мехмата МГУ. С 1957 года М. М. Лаврентьев работал в Новосибирском Академгородке.
26 ноября 1968 года избран членом-корреспондентом АН СССР по Отделению математики. С 29 декабря 1981 года — академик АН СССР.
С 1979 по 1985 — декан механико-математического факультета Новосибирского государственного университета.
С 1986 по 2002 год работал директором Института математики им. С. Л. Соболева Сибирского отделения Российской академии наук.

## Семья
- Супруга — Инна Михайловна Лаврентьева (1931—2016), учёный в области геолого-минералогических наук[4].
  - Сын Михаил — математик (род. 10.09.1956 г.)[5], дочь - Ольга (род. 6.04.1954)

## Награды
- Ленинская премия (1962, вместе с А. А. Дерибасом, В. М. Кузнецовым, Г. С. Мигиренко, Ю. Л. Якимовым),
- Государственная премия СССР (1987) (совм. с В. Р. Кирейтовым и др.,
- Премия РАН имени М. А. Лаврентьева за цикл работ «Развитие новых математических методов в приложениях к механике» (2003).
- Награждён орденом Октябрьской Революции, двумя орденами Трудового Красного Знамени, орденом «За заслуги перед Отечеством» IV степени (1999),[6] орденом Почёта (2007).[7]

## Из библиографии

### Книги
- О некоторых некорректных задачах математической физики. — Новосибирск: Наука, 1962. 96 с.
- Многомерные обратные задачи для дифференциальных уравненй. — Новосибирск: Наука, 1969. 67 с (Совместно с В. Г. Романовым, В. Г. Васильевым)
- Условно-корректные задачи для дифференциальных уравнений. — Новосибирск: Новосиб. ун-т, 1973. 71 с.
- Некорректные задачи математической физики и анализа. — М.: Наука, 1980. — 286 с (Совместно с В. Г. Романовым, С. Т. Шишатским)
- Одномерные обратные задачи математической физики. — Новосибирск: Наука, 1982. — 88 с (Совместно с К. Г. Резницкой, В. Г. Яхно)
- Линейные операторы и некорректные задачи. — М.: Наука, 1991. — 331 с.(Совместно с Л. Я. Савельевым)
- Задачи интегральной геометрии с возмущением на плоскости. СМЖ, 1996, т.37, N4, с. 851—857
- Operator Volterra equations and integral geometry problems. J. of Inverse and Ill-Posed Problems. 1998. Vol.6, No.4, pp. 353—359

### Монографии, переведённые на английский язык
- Lavrentiev M.M. Some Improperly Posed Problems in Mathematical Physics. Springer, Berlin, 1967.
- Lavrent’ev M.M., Romanov V.G., Vasil’ev V.G. Multidimensional Inverse Problems for Differential Equations. Springer-Verlag, Lecture Notes in Mathematics, Vol. 167, Berlin, Heidelberg, New York, 1970
- Lavrentiev M.M., Romanov V.G. and Shishatskii S.P. Ill-Posed Problems of Mathematical Physics and Analysis. American Mathematical Society, Providence, 1986.
- Lavrent’ev M.M., Reznitskay K.G., Yakhno V.G. One-Dimensional Inverse Problems of Mathematical Physics. American Mathematical Society Translations, Series 2, Volume 130, 1986.
- Lavrent’ev M.M., Savel’ev L.Ya. Linear Operators and Ill-Posed Problems. Consultants Bureau, New York, Division of Plenum Publishing Corporation, 1995.

### Воспоминания
- Лаврентьев М. М. «Отец не предвидел таких поворотов…» // В кн.: Городок.ru, Новосибирск, 2003

## Память
Похоронен на Южном (Чербузинском) кладбище Новосибирска (Академгородок).